# Pablo Lastras
Lastras  García est un nom espagnol. Le premier nom de famille, en général paternel, est Lastras ; le second, en général maternel, souvent omis, est García.
Pablo Lastras, né le 20 janvier 1976 à San Martín de Valdeiglesias (Communauté de Madrid), est un coureur cycliste espagnol. Passé professionnel en 1998 au sein de l'équipe Banesto, il effectue sa carrière dans cette structure espagnole qui change par la suite de nom en devenant entre autres iBanesto.com, puis Illes Balears, Caisse d'Épargne et Movistar. Il a notamment été vainqueur d'étapes des trois grands tours. Il est actuellement directeur sportif de l'équipe Movistar.

## Biographie
Pablo Lastras a la particularité d'avoir gagné au moins une étape dans chacun des trois grands tours : une étape du Tour d'Italie 2001, trois étapes du Tour d'Espagne (deux en 2002 et une en 2011) et une étape du Tour de France 2003, pour son unique participation. Il a aussi terminé troisième du Tour de Lombardie en 2010 et deux fois dans le top 20 du Tour d'Espagne (17e en 2002 et 20e en 2005).
Aligné en 2012 sur le Tour d'Italie, Lastras est contraint à l'abandon lors de la sixième étape à la suite d'une chute où il se fracture une clavicule et plusieurs côtes.
En 2013, Lastras se blesse à nouveau à la suite d'une chute, cette fois sur la treizième étape du Tour d'Espagne. Il se fracture alors la clavicule, l'omoplate et la deuxième côte gauche. Quatre mois et demi plus tard, il reprend la compétition au Tour de San Luis, devant se substituer à Dayer Quintana. Même si sa rentrée s'effectue un mois plus tôt que prévu, il se sent prêt pour sa dix-septième saison en tant que professionnel et sa vingtième au sein de la structure dirigée par Eusebio Unzué. Son objectif est d'être de nouveau compétitif, et de retrouver le niveau de performance de la saison 2011.
En mars 2015, une chute lors du Tour de Catalogne lui cause une fracture de la hanche. Constatant la longueur de sa convalescence, il décide d'arrêter sa carrière cycliste en octobre de cette année.
Au mois d'octobre 2016, un an après avoir rangé son vélo au clou, il intègre l'encadrement technique de la formation espagnole Movistar.

## Palmarès et résultats

### Palmarès par années
- 1995
  - 2e du Tour de Tolède
- 1996
  - 3e du championnat d'Espagne du contre-la-montre espoirs
- 1997
  - Mémorial Manuel Galera
- 1999
  - 2ea étape du Trophée Joaquim-Agostinho
  - 12e étape du Tour du Portugal
- 2000
  - 4e étape du Grande Prémio de Minho
- 2001
  - Mémorial Manuel Galera
  - 4e étape du Tour du Portugal (contre-la-montre par équipes)
  - 11e étape du Tour d'Italie
- 2002
  - 9e et 11e étapes du Tour d'Espagne
  - 7e du Tour de Lombardie
- 2003

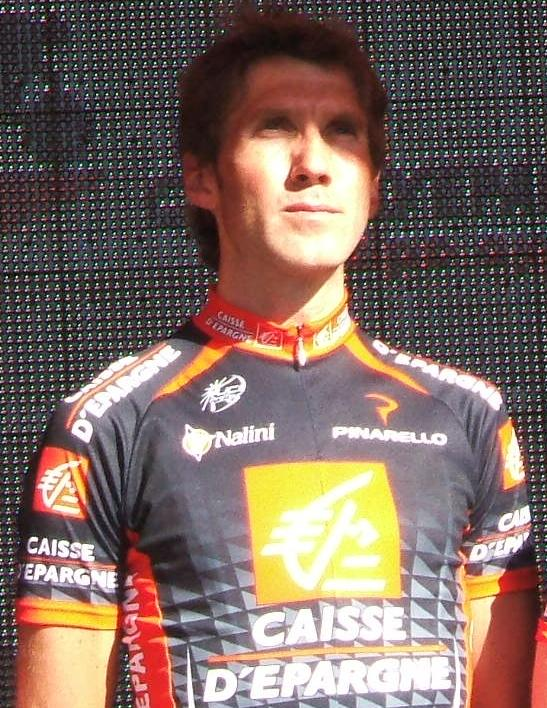
Pablo Lastras lors du Tour Down Under 2009.

  - Classement général du Tour de Burgos
  - 18e étape du Tour de France
- 2004
  - 9e du Tour de Catalogne

- 2005
  - 8e étape du Tour de Suisse
- 2006
  - 10e du Tour d'Allemagne
- 2007
  - 6e étape de l'Eneco Tour
  - 6e du Tour de Pologne
- 2008
  - Classement général du Tour d'Andalousie
- 2009
  - 9e du  Tour de Pologne
- 2010
  - 3e du Tour de Lombardie
  - 3e de la Prueba Villafranca de Ordizia
- 2011
  - 3e étape du Tour de Burgos (contre-la-montre par équipes)
  - 3e étape du Tour d'Espagne
  - 3e de la Prueba Villafranca de Ordizia
- 2012
  - 1re étape du Tour d'Espagne (contre-la-montre par équipes)

### Résultats sur les grands tours

#### Tour de France
1 participation
- 2003 : 67e, vainqueur de la 18e étape

#### Tour d'Italie
8 participations
- 2001 : 49e, vainqueur de la 11e étape
- 2007 : 42e
- 2008 : 64e
- 2009 : 45e
- 2010 : 113e
- 2011 : 38e
- 2012 : abandon (6e étape)
- 2013 : 85e

#### Tour d'Espagne
8 participations
- 2002 : 17e, vainqueur des 9e et 11e étapes
- 2003 : 55e
- 2004 : 38e
- 2005 : 19e
- 2006 : 48e
- 2011 : 44e, vainqueur de la 3e étape,  maillot rouge pendant 1 jour
- 2012 : 74e, vainqueur de la 1re étape (contre-la-montre par équipes)
- 2013 : abandon (13e étape)

### Classements mondiaux
| Année                  | 2005 | 2006 | 2007 | 2008 | 2009 | 2010 | 2011 | 2012 | 2013 | 2014 | 2015 |
| ---------------------- | ---- | ---- | ---- | ---- | ---- | ---- | ---- | ---- | ---- | ---- | ---- |
| Classement ProTour     | 158e | 184e | 82e  | nc   |      |      |      |      |      |      |      |
| Calendrier mondial UCI |      |      |      |      | 161e | 68e  |      |      |      |      |      |
| UCI World Tour         |      |      |      |      |      |      | 97e  | 233e | nc   | nc   | nc   |